# Паскуаль Перес
Паскуаль Ніколас Перес (ісп. Pascual Nicolás Pérez нар. 4 травня 1926 — 22 січня 1977) — аргентинський боксер, олімпійський чемпіон 1948 року.

## Аматорська кар'єра
Олімпійські ігри 1948
- 1/16 фіналу. Переміг Рікардо Адольфо (Філіппіни)
- 1/8 фіналу. Переміг Деса Вільямса (Південно-Африканська Республіка)
- 1/4 фіналу. Переміг Алекса Боллерта (Бельгія)
- 1/2 фіналу. Переміг Франчішека Майдлоха (Чехія)
- Фінал. Переміг Спартако Бандінеллі (Італія)